# Transzkurrens vető

A transzkurrens vető sémája. Az ábrán az óceánközépi hátság elnyíródott szakaszai láthatók. Ha csak a piros vonalnál észlelhető a törés, akkor transzform vetőről beszélünk, ha az ábra szerint túlnyúlik ezen a szakaszon, akkor transzkurrens vetőről

A transzkurrens vető (magyarul „átfutó vető”) a transzform vető nagyobb léptékű változata a töréses szerkezeti formák egyike; olyan tektonikai törésvonal, amely akár több száz kilométer hosszú is lehet. Nagyszerkezeti egységeket elválasztó geológiai képlet, amelyre vízszintes diszlokáció jellemző, nem a függőleges irányú mozgások.
A transzkurrens vető általában az óceánközépi hátságra jellemző. Létrejöttének oka, hogy a szétsodródó tektonikai lemezek egyes részei különböző sebességgel mozognak. Ez nyírófeszültséget kelt, ami miatt a hasadékvölgyre merőleges törések keletkeznek, ezek mentén a rift egyes szakaszai eltolódnak egymástól. Ha a riftszakaszok közti téren túlnyúlik a vető, akkor transzkurrens (vagyis „átfutó”). A transzkurrens vetővel határolt riftszakaszoknál általában nagyobb az elmozdulás. E vetőtípus egyik jellemzője, hogy a vetősíkok mentén az elmozdulás a vető egyes szakaszain más és más. A transzform szakaszon ellentétes irányú, a túlnyúló szakaszokon azonos irányú, sőt akár azonos sebességű is lehet. Ez esetben kizárólag a nyírófeszültség alakítja ki a vetősíkot, de tényleges elmozdulás nincs.
Magyarországon több transzkurrens vető található, ezek a Kárpát-medence aljzatának nagyobb darabjait választják el egymástól, a központi-alpi egységet, a magyar-középhegységi egységet és a dél-magyarországi egységet. Ezeken belül is transzkurrens vetők határolják az őket alkotó pásztákat. Ezek nem tipikus transzkurrens vetők, mert a riftesedés nyomai nem láthatók, ezért sokszor nem is annak nevezik őket, hanem egyszerű diszlokációs zónának.

## Források

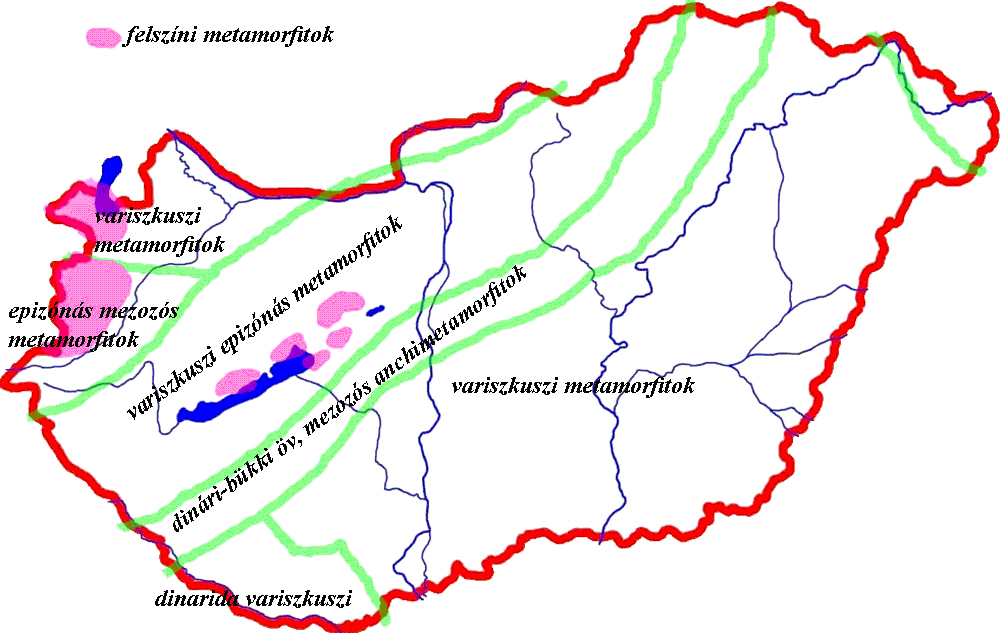
A magyarországi metamorf kőzetek típustérképén láthatóak a transzkurrens vetők

## Külső hivatkozások
- Answers.com: Transcurrent fault
- A délkelet-ázsiai transzkurrens vető[halott link]
- Jstor.org: Transcurrent faults in continental areas
- John McMahon Moore: Tectonics of the Najd Transcurrent Fault System, Saudi Arabia
- Derek Flinn: Transcurrent faults and associated cataclasis in Shetland
- A tibeti transzkurrens vető a Himalájában[halott link]